# SOKO Linz
SOKO Linz ist eine österreichische Fernsehserie, die in der oberösterreichischen Landeshauptstadt Linz spielt. Sie ist der jüngste Ableger der Mutterserie SOKO 5113 (später SOKO München) und ersetzte den Ableger SOKO Kitzbühel, der nach 20 Staffeln eingestellt und dessen finale Folge am 14. Dezember 2021 erstmals im ORF gezeigt wurde. Bis zur dritten Staffel entstand die Serie in Zusammenarbeit von ORF und ZDF, mit Ende der dritten Staffel stieg das ZDF aus der Produktion aus.

## Handlung und Figuren
Das österreichisch-deutsche Team des Polizeikooperationszentrums SOKO Linz ermittelt in grenzübergreifenden Mordfällen im Dreiländereck Österreich, Deutschland und Tschechien.
Das Team besteht aus Chefinspektorin Johanna „Joe“ Haizinger, die über langjährige Erfahrung verfügt, aber mit ihrer resoluten Art im Team öfters aneckt. Kriminalhauptkommissar Ben Halberg dagegen versucht die Ermittlungen mit psychologischem Geschick voranzutreiben. Er ist alleinerziehender Vater, gelegentlich bringt er daher seine Tochter Emilia mit aufs Kommissariat. Emilias Mutter lebt in Singapur.
Die in Berlin geborene Kriminalhauptkommissarin Nele Oldendorf hat sich die Position der Chefin erarbeitet und ist insbesondere mit der Führung von Joe und Ben gefordert.
Kommissariats-Assistent Aleks Malenov ist für die Recherche zuständig, neben seinem Job pflegt er seine Schwester. Er macht die Aufnahmeprüfung für die Polizeischule, die er auch besteht, entscheidet sich jedoch dann, diese nicht zu besuchen.
Bei Konflikten im Team fungiert Gerichtsmediziner Dr. Richard „Richie“ Vitek immer wieder, ohne es zu wollen, als Therapeut.

## Besetzung
| Schauspieler         | Rolle                                            | Anmerkung                   |
| -------------------- | ------------------------------------------------ | --------------------------- |
| Katharina Stemberger | Chefinspektorin Johanna „Joe“ Haizinger          |                             |
| Daniel Gawlowski     | Kriminalhauptkommissar Ben Halberg               | bis zum Ende der 3. Staffel |
| Anna Hausburg        | Kriminalhauptkommissarin Nele Oldendorf          | bis zum Ende der 3. Staffel |
| Damyan Andreev       | Kommissariats-Assistent Aleks Malenov            |                             |
| Alexander Pschill    | Gerichtsmediziner Dr. Richard „Richie“ Vitek     |                             |
| Miriam Hie           | Facility-Managerin Yara Nejem                    |                             |
| Paula Hainberger     | Emilia Ertl (Halberg), Tochter von Ben Halberg   | bis zum Ende der 3. Staffel |
| Lisa Schützenberger  | Vicky Müller, Schnelle Interventionsgruppe (SIG) | 3. Staffel                  |
| Angelika Niedetzky   | Inspektorin Biggi Obergschwendtner               | ab der 4. Staffel           |
| Michael Steinocher   | Major Stefan Pichlwanger                         | ab der 4. Staffel           |

## Produktion und Hintergrund

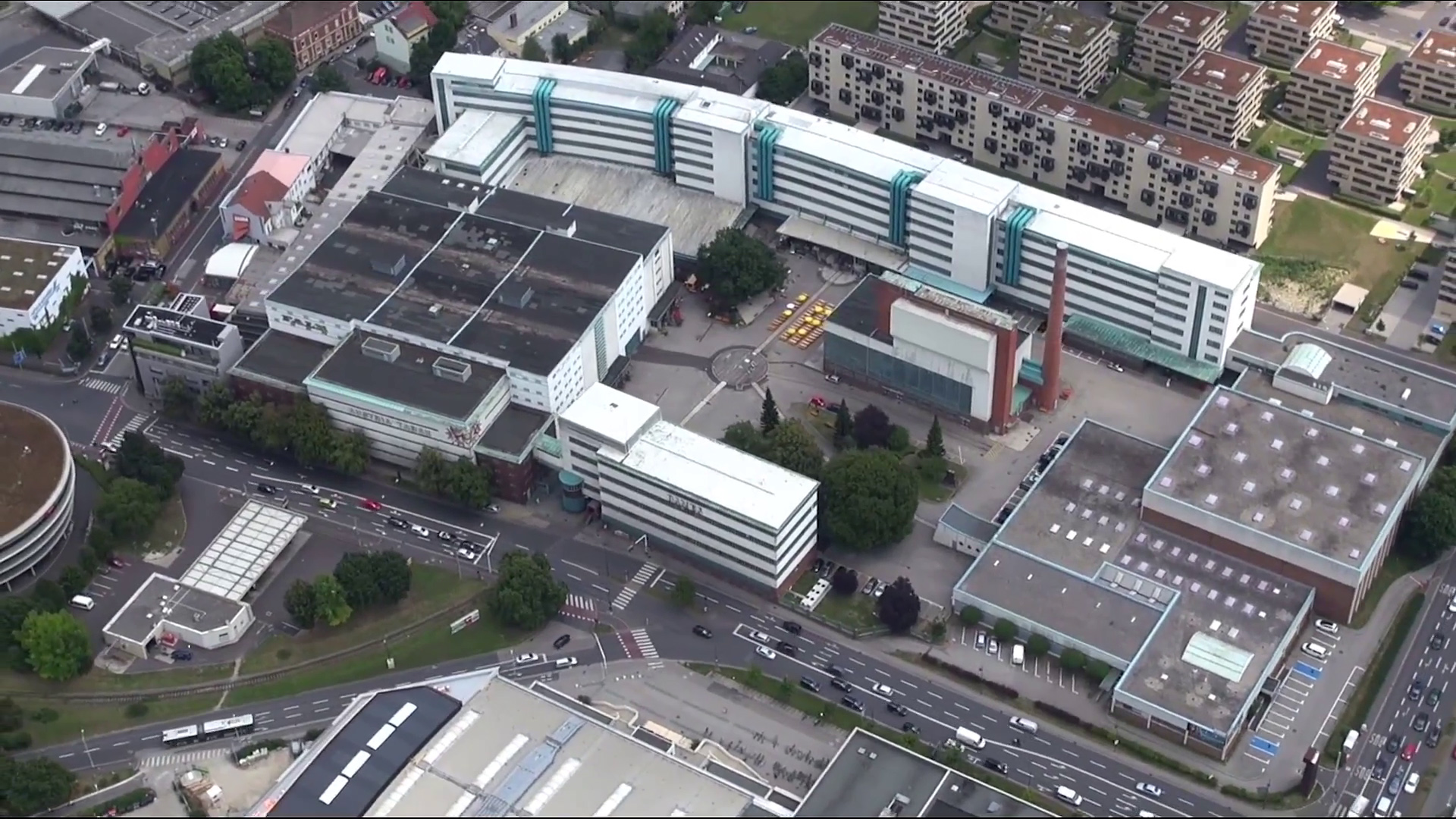
Einer der Drehorte: die Tabakfabrik Linz

Die Dreharbeiten zur ersten Staffel fanden an 86 Drehtagen vom 18. Mai bis zum 27. September 2021 in Linz und Umgebung statt. Das Hauptmotiv mit Verhörraum, Chefinnenbüro, Gerichtsmedizin und Besprechungsraum entstand in zwei Monaten Bauzeit auf einer Gesamtfläche von 670 Quadratmetern auf dem Gelände der Tabakfabrik Linz. Weitere Drehorte waren unter anderem das Brucknerhaus, das Ars Electronica Center, die Universität Linz, die Linzer Innenstadt und der Winterhafen Linz.
Regie führten Markus Engel, Martin Kinkel und Claudia Jüptner-Jonstorff, die Drehbücher stammten von Alrun Fichtenbauer, Harald Haller, Ralph Werner, Hermann Schmid, Thomas Weingartner und Stefan Hafner, Nicola Dörper, Hubert Eckert sowie Jeanet Pfitzer, Frank Koopmann und Roland Heep.
Produziert wird die Serie von der Gebhardt Productions (Produzent: Florian Gebhardt), die zuvor auch für die Serie SOKO Kitzbühel verantwortlich zeichnete, im Auftrag von ORF und ZDF. Unterstützt wird die Produktion vom Land Oberösterreich. Die Schauspieler wurden für die Serie vor der Eröffnung im neu errichteten Polizei-Ausbildungszentrum im oberösterreichischen Sattledt geschult.
Vor Start der ersten Staffel bestätigte Produzent Gebhardt eine Einigung mit dem ZDF über eine Fortsetzung. Die Dreharbeiten zur zweiten Staffel starteten am 4. Mai 2022, gedreht wurde unter anderem auch im Seengebiet Traunsee bzw. Attersee, im Eferdinger Becken und im Medizin-Campus der Universität Linz.
Die Dreharbeiten zur dritten Staffel begannen am 8. Mai 2023. Neu hinzu kam die Figur Vicky Müller von der Schnellen Interventionsgruppe (SIG), dargestellt von Lisa Schützenberger. Drehorte der dritten Staffel waren unter anderem der Mural Harbour im Linzer Hafen, Bad Ischl, am Almsee, das Mühlviertel, die Pöstlingbergbahn, und das Paneum in Asten.
Im September 2023 wurde der Ausstieg des ZDF aus der Serie bekannt. In der vierten Staffel ermittelt Angelika Niedetzky anstelle von Daniel Gawlowski an der Seite von Katharina Stemberger, die Dreharbeiten starteten im Juni 2024. Michael Steinocher wurde Chef des Ermittlerteams. Damit ist Steinocher der erste Darsteller, der zwei verschiedene Polizeiermittler in zwei unterschiedlichen SOKO-Formaten in einer durchgehenden Hauptrolle verkörpert hat. Drehorte waren unter anderem der Botanische Garten, der Schlossberg, die Grottenbahn am Pöstlingberg und der Mariendom in Linz. Rund um die finalen Drehtage der vierten Staffel im Herbst 2024 wurde die Verlängerung um eine fünfte Saison angekündigt.
Am 11. Juni 2025 starteten die Dreharbeiten zur fünften Staffel, die bis Oktober 2025 geplant wurden. Gedreht wurde unter anderem an der Skisprung-Schanze in Hinzenbach, im Stift St. Florian, auf Burg Schaumberg, am Areal der Chemie Linz, beim Golfclub Ansfelden und am Landesgericht Linz.

## Veröffentlichung
Die Erstausstrahlung der ersten Staffel mit 13 Folgen erfolgte ab dem 1. Februar 2022 im ORF. Auf Flimmit wurde die erste Staffel am 25. Jänner 2022 veröffentlicht. Die ZDF-Erstausstrahlung von 21 Folgen läuft seit dem 21. Oktober 2022.
Die zweite Staffel wurde ab dem 31. Jänner 2023 auf Flimmit veröffentlicht. Die Erstausstrahlung der dritten Staffel erfolgte ab dem 12. März 2024 im ORF.

## Rezeption
Die Erstausstrahlung der ersten Folge Judas im ORF im Februar 2022 wurde von durchschnittlich 869.000 Sehern verfolgt, der Marktanteil betrug 27 Prozent. Bei den 13 Folgen der ersten Staffel waren durchschnittlich 485.000 Zuschauer dabei, bei einem Marktanteil von 16 Prozent. Die zweite Staffel wurde im Schnitt von 442.000 Zuschauern verfolgt bei einem Marktanteil von 16 Prozent. Die Auftaktfolge zur dritten Staffel erreichte im ORF durchschnittlich 417.000 Seher bei einem Marktanteil von 16 Prozent. Die dritte Staffel verfolgten bei Erstausstrahlung im ORF durchschnittlich 422.000 Zuschauer.
Im ZDF verfolgten die im Oktober 2022 erstmals als Auftaktfolge ausgestrahlte Episode Die Schöpfung 2.0  im Schnitt 3,54 Millionen Zuschauer, was einem Marktanteil von 20 Prozent entsprach.